# Tracy Smothers
Tracy Stanton Smothers (né le 2 septembre 1962 à Atlanta et mort le 28 octobre 2020 à Evansville (Indiana)) est un catcheur américain. 
Il commence sa carrière dans la deuxième moitié des années 1980 dans le Tennessee à la Continental Wrestling Association.
Smothers a annoncé sur sa page Facebook en décembre 2019 qu'il avait reçu un diagnostic de lymphome le 14 novembre, mais qu'il n'était pas en phase terminale.  Malgré cela, Smothers est décédé des suites de la maladie le 28 octobre 2020 à l'âge de 58 ans. 

## Biographie

### Jeunesse
Tracy Smothers grandit dans la banlieue de Nashville. Il fait partie des équipes de football américain et de lutte de son lycée. Il s'avère être un bon lutteur puisqu'il participe au championnat de l'état du Tennessee. Après le lycée, il étudie à l'Université Carson-Newman (en).

### Carrière

#### Débuts
Tracy Smothers fait ses débuts à la Continental Championship Wrestling, une fédération du Tennesse. Par la suite, il rejoint la Continental Wrestling Association (CWA) basée à Memphis.

#### World Championship Wrestling (1990–1992)
Smothers et Armstrong débarquent à la World Championship Wrestling toujours sous le nom de Southern Boys et plus tard sous le nom de the Young Pistols. Smothers et Armstrong ont de longues histoires avec The Fabulous Freebirds (Michael Hayes et Jimmy Garvin). Smothers fait sa dernière apparition le 21 janvier 1992 à The Clash of Champions, où il fait équipe avec Terry Taylor et perdent face à Marcus Alexander Bagwell et Brian Pillman.

#### Smoky Mountain Wrestling (1992–1995)
Tracy Smothers commence sa carrière solo dans la promotion de Jim Cornette, la Smoky Mountain Wrestling de Knoxville, Tennessee. >Entre 1992 et 1995, « The Wild Eyed Southern Boy » devient l'un des favoris et remporte le SMW Heavyweight title deux fois, ainsi que le titre tag team (avec « Dirty White Boy » Tony Anthony, connu sous le nom de « T.H.U.G.'S »), et le titre dethe "Beat the Champ" TV en trois occasions. Ses principaux ennemis sont Brian Lee, Chris Candido, Tony Anthony, The Heavenly Bodies, et The Gangstas. Pendant cette période il combat du côté des heel à l'United States Wrestling Association durant la bataille entre la SMW vs. USWA en 1995.

#### United States Wrestling Association (1995–1996)
Après la fermeture de la SMW, Tracy Smothers continu de travailler pour la USWA (et la WWF). Smothers rejoint la USWA branche de la Nation of Domination, en changeant son nom en Shaquille Ali.

#### World Wrestling Federation (1995–1998)
En 1995, Tracy Smothers débarque à la WWE sous le nom de Freddie Joe Floyd en étant jobber, il catche alors face à des superstars comme Hunter Hearst-Helmsley et Stone Cold Steve Austin. Il reprend les mimique de Justin "Hawk" Bradshaw à ses débuts, ce qui a pour résultat un second match face à Bradshaw. Après un décompte extérieur il gagne face à Triple H, remerciant Mr. Perfect pour son intervention.

#### Extreme Championship Wrestling (1998–2000, 2005)
Plus tard, Tracy Smothers rejoint la Extreme Championship Wrestling sous le nom de "The Main Man" Tracy Smothers et entre dans le gang Full Blooded Italians (F.B.I.). On retient de cette époque la goofy dance. Il fait alors équipe avec Little Guido, "The Big Don" Tommy Rich, et the "Italian Stallion" John T. Smith. En juin 2005 ECW, il bat The Blue Meanie à Hardcore Homecoming avec l'aide de J.T. Smith, et accompagne Little Guido autour du ring face à Yoshihiro Tajiri et Super Crazy à ECW One Night Stand 2005. Le 18 juin 2005 à Championship Wrestling event, Smothers lance un challenge à John "Bradshaw" Layfield.

#### Circuit indépendant (2001–présent)
Tracy Smothers catche depuis dans différentes promotions indépendantes. Le 25 février 2007 à Cincinnati, Ohio, Smothers bat Corporal Robinson pour remporter le Pro Wrestling Unplugged Hardcore Championship.

##### Combat Zone Wrestling
Tracy Smothers fait ses débuts lors de Proving Grounds 2013 en perdant contre Greg Excellent.

## Palmarès et accomplissements
- All-Star Wrestling
  - ASW Heavyweight Championship (1 fois)
  - ASW Southern Heavyweight Championship (1 fois)

- Bad 2 The Bone Wrestling
  - BBW Heavyweight Championship (1 fois)

- Celtic Wrestling
  - CW Heavyweight Championship (1 fois)

- Championship Wrestling from Florida
  - NWA Florida Tag Team Championship (1 fois) – avec Steve Armstrong

- Cleveland All-Pro Wrestling
  - CAPW Heavyweight Championship (1 fois)

- Continental Wrestling Association / Championship Wrestling Association
  - CWA Tag Team Championship (1 fois) – avec John Paul
  - NWA Mid-America Heavyweight Championship (2 fois)

- Extreme Championship Wrestling
  - ECW World Tag Team Championship (1 fois) – avec Little Guido

- Georgia Wrestling Federation
  - GWF Heavyweight Championship (1 fois)

- Independent Wrestling Association Mid-South
  - IWA Mid-South Heavyweight Championship (1 fois)
  - IWA Mid-South Tag Team Championship (1 fois) – avec Chris Hamrick

- International Wrestling Association of Japan
  - IWA Tag Team Championship (1 fois) – avec Cactus Jack

- International Wrestling Cartel
  - IWC Tag Team Championship (2 fois) – avec Chris Hamrick

- Jersey All Pro Wrestling
  - JAPW Tag Team Championship (1 fois) - avec Little Guido

- Main Event Championship Wrestling
  - MECW Light Heavyweight Championship (1 fois)

- Midwest Wrestling United
  - MWU Heavyweight Championship (2 fois)

- New Focus Wrestling
  - NFW Tag Team Championship (1 fois) – avec "Marvelous" Mitch Ryder

- NWA Mid-South
  - NWA Mid-South Heavyweight Championship (2 fois)

- Ohio Valley Wrestling
  - OVW Southern Tag Team Championship (1 fois) – avec Steve Armstrong

- Pro Wrestling Unplugged
  - PWU Hardcore Championship (1 fois)

- Smoky Mountain Wrestling
  - SMW Beat the Champ Television Championship (3 fois)
  - SMW Heavyweight Championship (2 fois)
  - SMW Tag Team Championship (1 fois) – avec Dirty White Boy

- Southeastern Championship Wrestling / Continental Wrestling Federation
  - CWF Tag Team Championship (1 fois) – avec Steve Armstrong
  - NWA Southeastern Continental Tag Team Championship (1 fois) – avec Steve Amrstrong

- Southern Wrestling Alliance
  - SWA Heavyweight Championship (1 fois)

- United States Wrestling Association
  - USWA World Tag Team Championship (2 fois) – avec Jesse James Armstrong

- World Championship Wrestling
  - WCW United States Tag Team Championship (1 fois) – avec Steve Armstrong

- Wrestle Zone Wrestling
  - wZw British Heavyweight Championship (1 fois)

## Récompenses des magazines
- Pro Wrestling Illustrated
  - 4e rivalité de l'année 1993 contre Tony Anthony

| Année | 1991 | 1992 | 1993 | 1994 | 1995 | 1996 | 1997 | 1998 | 1999 | 2000 | 2001 à 2005 | 2006 | 2007 |
| ----- | ---- | ---- | ---- | ---- | ---- | ---- | ---- | ---- | ---- | ---- | ----------- | ---- | ---- |
| Rang  | 88   | 144  | 32   | 38   | 26   | 83   | 114  | 134  | 244  | 241  | Non classé  | 409  | 483  |